# كربونات المنغنيز الثنائي
 كربونات المنغنيز الثنائي مركب كيميائي له الصيغة MnCO3، ويكون على شكل بلورات بنية. للمركب حالة أكسدة مقدارها +2.

## الخواص
- لمركب كربونات المنغنيز انحلالية ضعيفة في الماء، إلا أنه ينحل جيداً في الأحماض. يوجد من المركب شكل مائي (أحادي هيدرات).
- يتفكك المركب بالتسخين إلى درجات حرارة تتجاوز 200°س ليعطي أكسيد المنغنيز الثنائي وينطلق غاز ثنائي أكسيد الكربون حسب المعادلة:

MnCO3 → MnO + CO2

## الوفرة الطبيعية والتحضير
يوجد كربونات المنغنيز في الطبيعة على شكل معدن رودوكروسيت Rhodochrosite. وقد استحصل منه حوالي 20,000 طن متري عام 2005.
يمكن الحصول على كربونات المنغنيز مخبرياً من تفاعل أملاح المنغنيز المنحلة مع الكربونات القلوية مثل كربونات الأمونيوم.

## الاستخدامات
- يستخدم كربونات المنغنيز كمادة مضافة للأسمدة من أجل مكافحة نقص المنغنيز في التربة.
- يستخدم أحادي هيدرات كربونات المنغنيز كخضاب لتلوين السيراميك.